# Финарос
Финарос (укр. Фінарос, крымскотат. Finaros, Финарос) — маловодная река (ручей) в Бахчисарайском районе Крыма, левый приток реки Марта (приток Качи). Длина водотока — 5,3 км, площадь водосборного бассейна — 11,6 км². В сборнике «Крымское государственное заповедно-охотничье хозяйство им. В. В. Куйбышева» 1963 года у Финароса записаны длина реки 5,9 км, площадь бассейна 12,5 км², высота истока 460 м, устья — 288 м, уклон реки 29 м/км².

## Название
Название Финарос исследователи выводят от греческого фанерос — «видная, заметная». Впервые в исторических источниках название, как овраг Финарос, встречается на картах 1836 и 1842 года.

## География
Финарос начинается оврагом Искарон на северном склоне горы Цала, течёт на северо-запад, по неглубокой лесистой долине с полянами и прудами, по которой проходят популярные туристские маршруты. Согласно справочнику «Поверхностные водные объекты Крыма» у Финароса 3 безымянных притока, длиной менее 5 километров, при этом, на карте 1836 года подписаны 2 левых оврага — Казанбаш и Анах-Сырт, а у Николая Рухлова в «Обзоре речных долин горной части Крыма» поименованы две балки, впадающие слева: Дулюк и Таль-Дере, а на подробных туристических картах, созданных на основе работ Игоря Белянского подписаны впадающие слева овраги Казанбаш и Тал-Дере. Ручей впадает в Марту справа, в 6,2 км от устья. Водоохранная зона ручья установлена в 50 м.